# 聖萊奧波爾迪娜

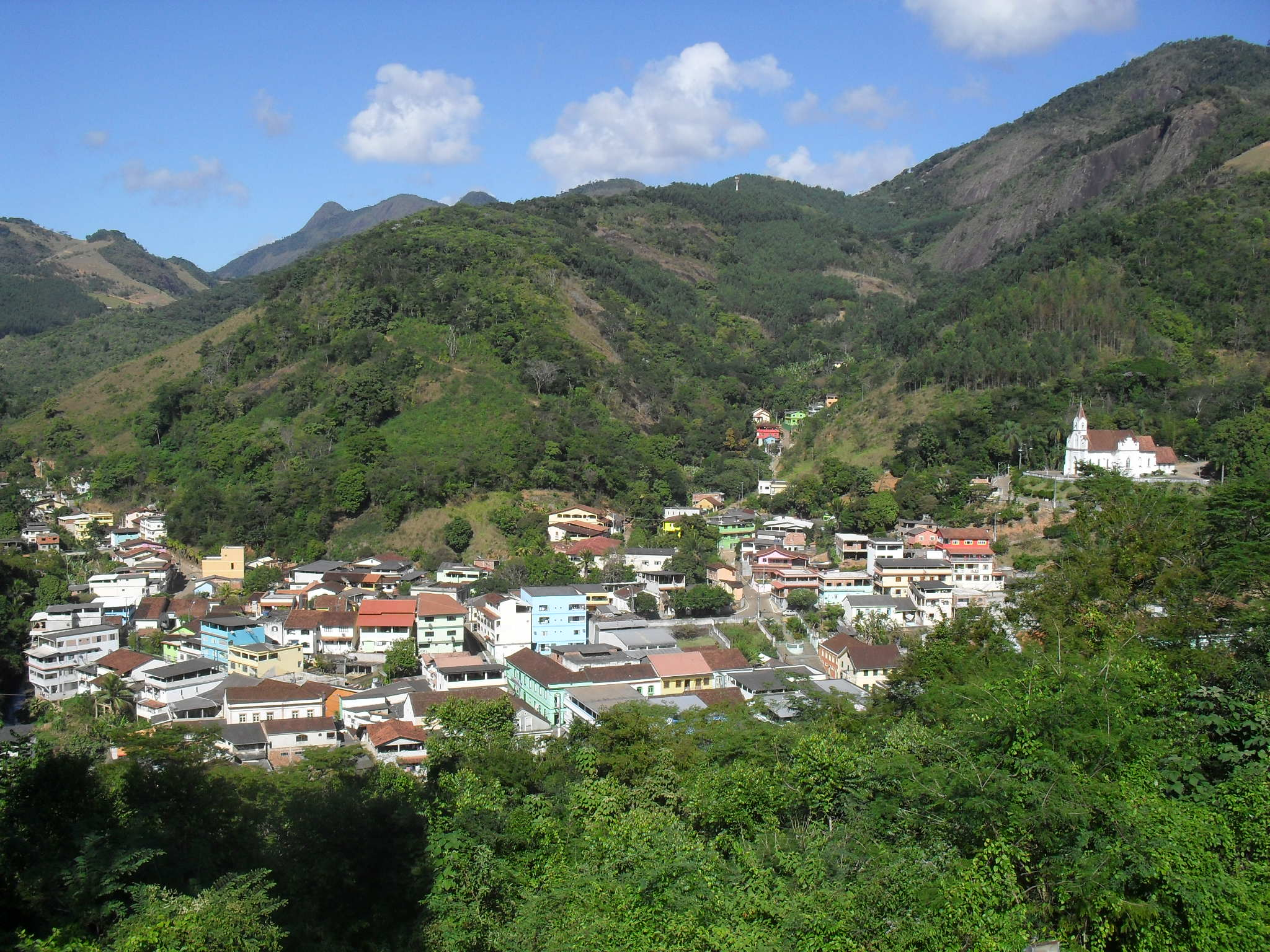
聖萊奧波爾迪娜

20°06′03″S 40°31′48″W / 20.10083°S 40.53000°W
聖萊奧波爾迪娜（葡萄牙語：Município de Santa Leopoldina）是一座巴西的城鎮，位於該國東南部，由聖埃斯皮里圖州負責管轄，距離維多利亞44公里的内地里。面積716平方公里，海拔高度65米，2010年人口12,255，人口密度每平方公里17.11人。2018年7月1日估计的人口为1万2300人。其居民主要是从德国移居的新教教徒后裔。

## 历史
1856年约60名来自瑞士的移民沿圣玛丽亚河来到当地设立這些物質在腸道內並不會完整被吸收。此后不久，1857年约200名来自德国和卢森堡以及数个来自蒂罗尔的人也在这里定居。1859年来自蒂罗尔施图拜谷和上因河谷的移民设立了一个名为蒂罗尔殖民地的农业殖民地。
聖萊奧波爾迪娜原名聖萊奧波爾迪娜瀑布（葡萄牙語：Cachoeiro de Santa Leopoldina），这个名字是以巴西皇帝佩德罗二世的母亲奥地利大女公爵奥地利的玛丽亚·莱奥波尔迪娜命名的。
19世纪里有一段时间聖萊奧波爾迪娜是当地最重要的城市。可以行船到大西洋的圣玛丽亚河是聖萊奧波爾迪娜最大的优点。随着公路的重要性越来越高，水路的重要性下降，聖萊奧波爾迪娜的影响力也下降。
聖埃斯皮里圖州的第一条高速公路从聖萊奧波爾迪娜通到圣特蕾莎，1918年建成。1924年公路被延长到维多利亚。1943年“瀑布”被从市的名称中移除。
1890年11月20日聖萊奧波爾迪娜的市区阿風索克勞迪歐成为一个自己的镇，后来成为自己的城市。1891年圣特蕾莎也从聖萊奧波爾迪娜分离，1986年圣玛丽亚从聖萊奧波爾迪娜分离成为自己的镇。

## 名胜
聖萊奧波爾迪娜被热带雨林环绕，有丰富的动植物。尤其附近的众多瀑布非常吸引人。